# Helge Halkjær
Helge Halkjær, danski veslač, * 20. december 1916, Thorning, † 14. februar 1996, Kolding.
Halkjær je za Dansko nastopil na Poletnih olimpijskih igrah 1948 in tam s četvercem brez krmarja osvojil srebrno medaljo.